# نوپسرها نیگرولترالیس
نوپسرها نیگرولَتِرالیس یک گونه سوسک از خانوادهٔ سوسک‌های شاخک‌دراز است. استفان فون برونینگ در سال ۱۹۵۵ این گونه را توصیف و بررسی کرد. این گونه در کشورهای ویتنام و لائوس یافت شده است.

## زیرگونه‌ها
- Nupserha nigrolateralis sericeosuturalis Breuning, 1960
- Nupserha nigrolateralis nigrolateralis Breuning, 1955